# Федякино (Московская область)
Федя́кино — деревня в муниципальном округе Егорьевск Московской области России.

## География
Деревня Федякино расположена в северо-восточной части муниципального округа Егорьевск, примерно в 11 километрах к северо-востоку от города Егорьевск. В 500 метрах к юго-западу от деревни протекает река Цна. Высота над уровнем моря 128 метров.

## Название
В письменных источниках упоминается как Федякина (1577 год).
В 1577 году деревня состояла из одного двора Олешки Федорова. Название деревни, вероятно, происходит от имени его отца.

## История
До отмены крепостного права жители деревни относились к разряду государственных крестьян. После 1861 года деревня вошла в состав Поминовской волости Егорьевского уезда. Приход находился в селе Ново-Егорьевское.
В 1926 году деревня входила в Мартыновский сельсовет Поминовской волости Егорьевского уезда.
До 1994 года Федякино входило в состав Саввинского сельсовета Егорьевского района, а в 1994—2006 гг. — Саввинского сельского округа.
Входит в состав сельского поселения Саввинское. 

## Демография
В 1885 году в деревне проживало 195 человек, в 1905 году — 221 человек (104 мужчины, 117 женщин), в 1926 году — 117 человек (49 мужчин, 68 женщин). По переписи 2002 года — 21 человек (7 мужчин, 14 женщин). Население — 44 человек (2010).
| 1859 | 1868 | 1885 | 1905 | 1926 | 2002 | 2006 |
| ---- | ---- | ---- | ---- | ---- | ---- | ---- |
| 172  | ↘171 | ↗195 | ↗221 | ↘117 | ↘21  | ↗22  |
| 2010 |      |      |      |      |      |      |
| ↗44  |      |      |      |      |      |      |